# Quinto Fabio Máximo

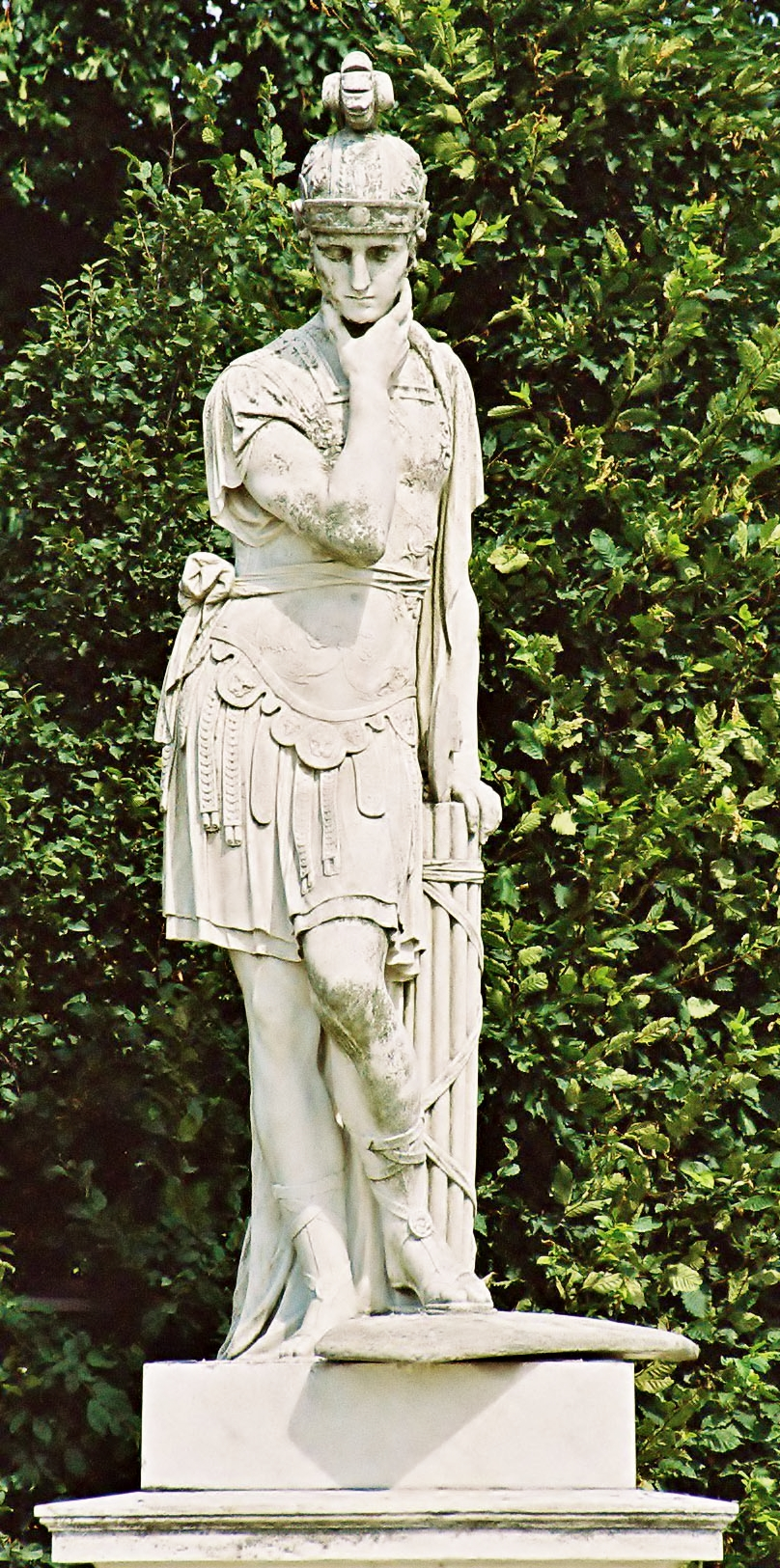
Estatua de Q. Fabio Máximo Cunctator, Palacio de Schönbrunn, Viena.

Quinto Fabio Máximo Verrucoso Cunctator (en latín, Quintus Fabius Maximus Verrucosus Cunctator; Roma ca. 280 a. C.-ibid., 203 a. C.) fue un político y general romano. 
Fue cónsul cinco veces (233 a. C.., 228 a. C., 215 a. C., 214 a. C. y 209 a. C.) y dos veces dictador, en 221 a. C. y en 217 a. C., respectivamente. Desempeñó el cargo de censor en 230 a. C.
Su agnomen o sobrenombre Cunctator significa «el que retrasa» en latín y hace referencia a su táctica militar durante la segunda guerra púnica que llamaron Tácticas Fabianas. También es considerado uno de los precursores de la guerra de guerrillas debido a su estrategia, novedosa para los romanos, de atacar las líneas de suministros enemigas cuando era superado en número. Su cognomen Verrucosus alude a una verruga que tenía en su labio superior; Ovicula, el Cordero, otro de los agnomina atestiguado por las fuentes, evoca la suavidad de su temperamento.

## Orígenes
Descendiente de una antigua familia patricia era nieto de Quinto Fabio Máximo Gurges, y, tal vez, el hijo de Quinto Fabio Máximo, participó probablemente en la primera guerra púnica, aunque no existen detalles sobre su papel en la contienda. Al final de la guerra, avanzó rápidamente en su carrera política.

## Sus primeras magistraturas
Comenzó su cursus honorum en 237 a. C. sirviendo como cuestor y alcanzó el consulado por primera vez en el año 233 a. C., derrotando a los ligures, por lo cual recibió un triunfo y el derecho de dedicar un templo al Honor.
Fue censor en el año 230 a. C.; cónsul por segunda vez en 228 a. C.; se opuso a la ley agraria de Cayo Flaminio en 227 a. C., y se lo nombró dictador para la celebración de los comicios del año 221 a. C. 
En el año 218 a. C. formó parte de la embajada enviada a Cartago y estuvo encargado de declarar formalmente la guerra tras la captura de Sagunto por Aníbal.

## Su enfrentamiento con Aníbal
El senado romano le nombró dictador en junio de 217 a. C., tras el desastre del Lago Trasimeno. Un hecho inusual, ya que los dictadores eran normalmente elegidos por los cónsules.
Fabio era consciente de la superioridad militar cartaginesa y, cuando Aníbal invadió Italia, rehusó enfrentarse al general en batalla campal. En lugar de ello, mantuvo a sus tropas cercanas al ejército enemigo, hostigándolas constantemente en una guerra de desgaste.
Su primer acto como dictador fue llamar a los romanos a un solemne sacrificio y súplica a los dioses y después, hacer que Lacio y los distritos vecinos fueran insostenibles para el enemigo. Durante la campaña, estableció un plan simple e inmutable de acción, evitó todo encuentro directo con el enemigo, trasladó su campamento a tierras altas, donde la caballería númida y la infantería hispana no podían seguirlo; observando atentamente los movimientos de Aníbal y atacando a los soldados rezagados.
Logró arrinconar a Aníbal en uno de los altos valles entre Cales y el Volturno, si bien el cartaginés logró escapar hábilmente empleando bueyes con haces de leña ardiendo fijos a sus cuernos ladera abajo (ver batalla del Ager Falernus). 
En Roma y en su propio campamento la cautela de Fabio fue malinterpretada; se sospechaba incluso que quería prolongar la guerra para mantener el mando y fue acusado de cobardía, de incapacidad, e incluso de traición, aunque usó la producción de sus haciendas para rescatar a prisioneros romanos. Por el contrario, el propio Aníbal apreciaba el comportamiento de Fabio. 
Su propio magister equitum, Marco Minucio Rufo, encabezó el clamor contra él, y el Senado, indignado por los estragos de las haciendas de Campania, impaciente, condenaba su política dilatoria. Minucio, durante una breve ausencia de Fabio del campamento, obtuvo una ligera ventaja sobre Aníbal, en una escaramuza. 
Un tribuno de la plebe, Marco Metilio, promovió un proyecto de ley para dividir en partes iguales el mando del ejército entre el dictador y el magister equitum, y el Senado y las tribus lo aprobaron.
Estando al mando de su ejército durante la batalla de Geronium, Minucio fue atrapado con facilidad y habría muerto junto a su ejército por Aníbal, si no fuera porque Fabio generosamente se apresuró a acudir a su rescate. 
Minucio, ante el comportamiento magnánimo de Fabio, renunció al comando de su porción del ejército, devolviéndole el mando supremo, pero Fabio escrupulosamente estableció que su magistratura tenía fecha de vencimiento legal en seis meses.

## Cunctatorante el desastre
Cuando finalizó su dictadura, se le devolvió el mando a los cónsules Cneo Servilio Gémino y Marco Atilio Régulo, y al año siguiente (216 a. C.) fueron elegidos Lucio Emilio Paulo y Cayo Terencio Varrón. Después de que estos dos cónsules fueran derrotados por Aníbal en Cannas el mismo año, el Senado advirtió la inteligencia de las tácticas fabianas y el sobrenombre Cunctator se convirtió en un título honorífico.
Fabio fue uno de los primeros en dar gracias por el retorno de Varrón desde Cannas  y aconsejó las medidas defensivas que el Senado aprobó para afrontar los ataques de Aníbal. 
Fue elegido pontífice en 216 a. C., era ya miembro del colegio augural, cargo que ocupó durante sesenta y dos años; dedicó por encargo público el templo de Venus Erycina, y se opuso a llenar con latinos las vacantes que la guerra había dejado en el Senado.
En las elecciones consulares para el año 214 a. C. que presidió, se opuso a los cónsules electos Marco Emilio Régilo y Tito Otacilio Craso alegando que el primero era flamen y no podía abandonar la Ciudad. El pueblo prestó oídos a sus palabras y lo eligieron a él y a Marco Claudio Marcelo.

## Quinto consulado y conquista de Tarento
Fabio fue cónsul por quinta vez en el año 209 a. C., cuando fue investido con el título casi hereditario de los Fabios de Princeps senatus, y le infligió una herida mortal al dominio de Aníbal del sur de Italia con la reconquista de Tarento. 
La ciudadela de Tarento nunca había caído en manos de los cartagineses, y M. Livio Macato, su gobernador, algunos años después, se atribuyó el mérito de la recuperación de la ciudad. "Sin duda", comentó Fabio, "de no haberla perdido él, yo nunca la habría recuperado". Según las fuentes, durante el saqueo de la ciudad se le planteó a Fabio si ciertas estatuas colosales e imágenes de las deidades tutelares de Tarento se debían enviar a Roma, "No", respondió, "dejemos a los Tarentinos sus dioses enojados". Sin embargo, se asegura que llevó una estatua de Hércules, el antepasado mítico de los Fabios, y la colocó en el Capitolio. 
M. Livio Salinator y C. Claudio Nerón, los cónsules elegidos para el año 207 a. C., se encontraban en abierta enemistad; y su reconciliación, se debió principalmente a la labor de Fabio.

## Su oposición a Escipión y muerte
En los últimos años de la segunda guerra púnica la influencia de Fabio parece haber decaído. La guerra se había hecho más agresiva bajo una nueva generación de generales y Fabio, quien ya era adulto al final de la primera guerra púnica, era considerado un estratega de otros tiempos. Durante este período se opuso a estas nuevas tácticas, en especial a Escipión el Africano, al cual consideraba temerario en su plan de invadir África. Sin embargo, Fabio no vivió para presenciar el fin de la guerra y el triunfo de Escipión. 
Murió en el año 203 a. C., en el momento que Aníbal abandonaba Italia. Su riqueza era grande y, sin embargo el pueblo sufragó mediante contribución los gastos de su funeral. 
Fabio tuvo dos hijos; el más joven le sobrevivió y pronunció la oración fúnebre del mayor (Laudatio). Este o un hijo de este adoptó a un hijo de L. Emilio Paulo, que fue llamado Quinto Fabio Máximo Emiliano.

## Legado
Q. Fabio Máximo Cuntactor se convirtió en un personaje legendario como símbolo del romano fuerte y valeroso; por ello fue honrado con el título honorífico de «Escudo de Roma» (así como Marco Claudio Marcelo fue llamado «Espada de Roma»). 
En palabras del poeta Ennio: ...unus homo nobis cunctando restituit rem, «un hombre, por su demora, nos restauró el Estado». Por su parte Virgilio, en la Eneida, hace que en el Hades, Anquises, padre de Eneas, mencione a Fabio como «el más grande de los muy grandes Fabios» citando, a continuación, las palabras de Ennio. Durante la Guerra de Independencia de los Estados Unidos, el general Washington fue llamado: «el Fabio americano» (the American Fabius). Así como Aníbal es considerado uno de los mayores generales de la historia, su rival Fabio ha dado nombre a una doctrina estratégica conocida como Estrategia fabiana. Por su parte, una rama del movimiento obrero, surgida en Gran Bretaña, reivindicó su táctica y la aplicó a la lucha sindical; tomando el nombre de Sociedad Fabiana. De la misma deriva el nombre de cierta forma de socialismo (socialismo fabiano) que procura la mejora de la sociedad por medio de reformas graduales. Como dato anecdótico puede mencionarse que una familia de la nobleza romana, los Massimo, afirma descender del general romano Fabio Máximo.